# Kênh đào Saimaa
Kênh đào Saimaa (tiếng Phần Lan: Saimaan kanava; tiếng Thụy Điển: Saima kanal; tiếng Nga: Сайменский канал) là một kênh giao thông vận tải kết nối hồ Saimaa với vịnh Phần Lan gần Vyborg, Nga. Kênh được đào từ năm 1845-1856 và khai trương vào ngày 7 tháng 9 năm 1856 (ngày kiểu cũ: 26 tháng 8 năm 1856). Nó đã được đại tu và mở rộng trong 1963-1968.
Kênh này kết nối một hệ thống đường thủy nội địa và các kênh rạch trong số 120 hồ được kết nối với nhau của một phần phía nam Trung bộ và Đông Nam của Phần Lan (Phần Lan Lakeland). Các mạng lưới các kênh sâu trong hồ Saimaa với độ sâu ít nhất là 4,2 m (14 ft) bao gồm 814 km (506 dặm). Các kênh sâu mở rộng tất cả các cách để Kuopio ở Trung Phần Lan.